# Тапо-лока
Тапо-лока (санскр. Tapo-loka) или Тапар-лока (Tapar-loka), то есть место искупления, раскаяния — в индийской позднейшей мифологической космографии одно из отделений небес, в котором обитают несгораемые полубожественные существа или тени Вайраги (Vairâgîs), Вайрадж (Vairâjas) или Вайбхраджа (Vaibhrâjas). Co временем они могут перейти в отделение Сатьялока, где пребывают Брахма и души праведных, освобождённые от второго рождения. Таким образом, тапо-лока является чем-то в роде индийского чистилища. Поэма Кашикханда (часть Сканда-пураны) объясняет этот переход тем, что в тапо-лока пребывают души аскетов, нищих, анахоретов и кающихся, которые совершили весь цикл строгих аскетических упражнений.